# Нахцерер
На́хцерер (нем. Nachzehrer; от полупрефикса nach — после и zehren — истощать) — мифическое существо из германского средневекового фольклора, часто отождествляемое с вампирами.

## Общее описание
В отличие от вампиров, нахцерер, как говорится в большинстве легенд, обычно не пьёт кровь живых людей, а поедает собственное мёртвое тело, посредством чего на расстоянии заражает людей смертельными болезнями (в частности, чумой) и высасывает их жизненную силу. Вера в нахцереров была широко распространена в Германии (в Северной Германии, Рейнской области, Силезии,  Баварии) и на севере нынешней Польши среди кашубов. Единственное отличие «польского» варианта от «немецкого» заключается в том, что в кашубских легендах таким существом становится нежить, которой по какой-то причине не хватает сил, чтобы стать полноценным вампиром. Некоторые кашубы, тем не менее, верили, что набравшийся сил нахцерер способен выходить из могилы и пить людскую кровь.
В легендах рассказывается, что нахцерер не может сделать другого человека нахцерером посредством укуса или раны; стать им может умерший необычной смертью (например, от самоубийства или несчастного случая) или первый заболевший из большой группы  людей, умерших от какой-либо болезни (как правило, чумы); также ими якобы могли стать утопленники или дети, умершие при рождении.
Считалось, что нахцереры не покидают своих могил, а вместо этого после  пробуждения начинают поедать сначала свои похоронные саваны, а затем — самих себя, и чем больше они себя поедают, тем слабее становятся члены их семей, умирая один за другим от болезней и истощения. Также считалось, что нахцерер не будет двигаться в случае, если его могилу вскроют,  опознать его можно по  вывернутым большим пальцам на руках и открытому левому глазу.
Чтобы человек, умерший необычной смертью, не стал после смерти нахцерером, предпринимались различные необычные меры: в рот покойнику клали камень, кирпич или монету, под подбородок — ком земли, вокруг шеи плотно завязывали платок, на грудь помещали металлические предметы (ножницы, гвозди или ножи), руки связывали (иногда только символически — чётками), а сам гроб наполняли галькой или сушёными овощами, при этом глаза покойного всегда закрывали; иногда всё это сопровождалось тем, что умершего хоронили лицом вниз. Смысл этих предосторожностей был в том, чтобы никакое отверстие потенциального чудовища не было открытым (даже глаза), чтобы оно не могло иметь мистической связи со своими родственниками; рот же затыкали для того, чтобы предполагаемый нахцерер не смог начать грызть свой погребальный саван. Заполнение гроба большим количеством предметов имело место по причине поверья в то, что нахцерер, пробудившись, начнёт их считать прежде чем грызть саван. Но если предметов три или больше, то он не сумеет продолжить счёт, так как, будучи пробуждённым Дьяволом, не сможет произнести число «три», являющееся символом Троицы.
В легендах также содержатся упоминания (хотя подобное и не подтверждено серьёзными историческими источниками) о том, что по кладбищам некоторых городов ходили специальные патрули, которые прислушивались, не исходили ли из-под земли хрюкающе-чавкающие звуки, означающие, что нахцерер жуёт свой саван. Если такое было услышано, то могила якобы откапывалась, после чего труп обезглавливался или разрубался на части, голова прибивалась к земле шипами (иногда отрубалась и сваривалась в уксусе) или же тем или иным образом запечатывался рот. Ни в одной легенде о нахцерерах не упоминается о том, что в его сердце, как в случае с вампиром, вонзали бы осиновый кол. Если вдруг нахцерер начинал проявлять признаки жизни, то ему, как считалось, нужно быстро сунуть в рот монету (иногда её клали в рот покойнику сразу), так как она якобы сразу парализует его тело, после чего его можно будет добить.
Выход нахцерера из могилы, как говорилось в легендах, мог быть возможен только в одном случае — если покойника, который мог им стать, похоронили не только без каких-либо мер предосторожности, но и без погребального савана. В этом случае он выберется на землю и будет бродить по ней, заражая людей чумой и безуспешно пытаясь отыскать свой саван.
Вера в нахцереров (или подобных существ) имела место также в Венеции, где было обнаружено тело женщины, похороненной с кирпичом во рту в общей могиле умерших от чумы людей. На старых кладбищах города Эйхеля было обнаружено множество могил со скелетами, похороненными лицом вниз, что также отражает веру людей в нахцереров.

## Возможные объяснения
Нахцереры являются малоизученным культурным феноменом позднего Средневековья, и среди исследователей фольклора нет единства по поводу возможных причин появления веры в таких существ. Общепринятым является мнение, что вера в них появилась в Европе не раньше второй половины XIV века, времени распространения Чёрной смерти. Предполагается, что она явилась одним из результатов массовой истерии и страха перед эпидемиями. Другое объяснение, не отменяющее первое, предполагает, что люди, раскапывая по тем или иным причинам могилы, неоднократно видели частично съеденные крысами или подобными животными трупы, что и породило веру в нахцереров. В силу ряда причин нахцереры не стали частью современной популярной культуры (в отличие от вампиров), но об этих существах имеется достаточное количество серьёзных научных работ фольклористов.